# 다카시나역
다카시나역(일본어: 高科駅)은 일본 기후현 이비군 이비가와정에 위치한 다루미 철도 다루미 선의 철도역이다. 단선 승강장 1면 1선의 구조를 갖춘 지상역이다.

## 역 주변
- 국도 제157호선

## 역사
- 1989년 3월 25일 : 다루미 선 고미역 · 다루미역 연장에 의해 개업. 다루미 철도가 구) 다니구미 촌으로부터 증자를 받아, 설치.

## 인접 역
| 다루미 철도 다루미 선 | 다루미 철도 다루미 선 | 다루미 철도 다루미 선 |
| --------------------- | --------------------- | --------------------- |
| 고미 오가키 방면      | ■ 다루미 선           | 나베라 다루미 방면    |